# 岩城由美
岩城 由美（いわき ゆみ）は、日本の作曲家、作詞家、ボーカリスト。

## 主な作品

### アルバム
- 「愛情の天才」（1994年 - 日本コロムビア）
- 「Neo Happy」（1996年 - 日本コロムビア）

### シングル
- 「トリップ・リップ・タラップ・ホップ」（1994年 - 日本コロムビア）

### 楽曲提供
- 島谷ひとみ「青い月」（2014年 - 作詞）
- JUJU「ただいま」TBS系ドラマ『もう一度君に、プロポーズ』主題歌（2012年 - 作詞）
- JUJU「願い」映画『犬とあなたの物語 いぬのえいが』主題歌（2012年 - 作詞）
- バニラビーンズ「もうすぐトライアングル feat. 東京女子流」（2012年 - 作詞）
- バニラビーンズ「まだよボーイフレンド」（2014年 - 作詞）
- バニラビーンズ「女はそれを我慢しない」（2016年 - 作詞）
- 能登麻美子「アンモナイトの夢」「もうすぐIndigo Blue」（2009年 - 作曲）
- サーカス「しあわせな笑い方」（1995年 - 作詞）
- ジ・エンド・オブ・ザ・ワールド「高い空の街」「イリュージョン」（1995年 - 作詞）
- 新島弥生「キャッチボールがしたかった」（1993年 - 作詞）
- Nathalie「Dis-Moi」（1995年 - 作曲）
- Nathalie「7 DAY HAT!」（1994年 - 作詞、作曲）
- T-Palette mini All Stars「Bad Blood／Hereafter」映画『讐 ～ADA～』主題歌（2013年 - 作詞）

### ドラマ
- TBS系ドラマ『ペテロの葬列』挿入歌（2014年 - 作詞）
- TBS系ドラマ『夜行観覧車』挿入歌「daydreaming」（2013年 - 作詞）
- CX系ドラマ『蜜の味〜A Taste Of Honey〜』挿入歌「Elysion」（2011年 - 作詞）

### 映画
- 『讐 〜ADA〜』T-Palette mini All Stars「Bad Blood」（2013年 - 作詞）
- 『讐 〜ADA〜』T-Palette mini All Stars「Hereafter」（2013年 - 作詞）

### アニメ
- 映画『ドラえもん のび太の南海大冒険』エンディングテーマ　吉川ひなの「ホットミルク」（1998年 - 作詞）
- 『ぬらりひょんの孫』奴良リクオ(福山潤)「True Blood」（2010年 - 作詞）
- 『ぬらりひょんの孫』淡島(柚木涼香)「Pride」（2011年 - 作詞）
- 『ぬらりひょんの孫』花開院竜二(小西克幸)「Integrity」（2011年 - 作詞）
- 映画『ガラスの花と壊す世界』主題歌　THREE(花守ゆみり、種田梨沙、佐倉綾音)「夢の蕾」（2016年 - 作詞）
- 映画『ガラスの花と壊す世界』イメージソング　デュアル Prototype starring 種田梨沙「Insomnia」（2016年 - 作詞）
- 映画『ガラスの花と壊す世界』イメージソング　ドロシー Prototype starring 佐倉綾音「Hello!」（2016年 - 作詞）
- 『初恋モンスター』オープニングテーマ　蒼井翔太「イノセント」（2016年 - 作詞）
- 『セイレン』エンディングテーマ　常木耀(佐倉綾音)「瞬間 Happening」（2017年 - 作詞）

### ゲーム
- PS3ソフト『超次元ゲイム ネプテューヌ』守護女神 Vol.1 ネプテューヌ(田中理恵)「Fly High!」「Purple Energy」（2012年メディアファクトリー）
- PS3ソフト『超次元ゲイム ネプテューヌ』デュエットシスターズソング Vol.3 ロム(小倉唯)、ラム(石原夏織)「ふたりでひとつ」（2012年メディアファクトリー）

### 主なCM音楽
- 花王キュキュット（オトワさんナレーションとボーカル）
- AIXIA　黒缶・金缶・純缶「あいする、しあわせ。」篇（作編曲）
- 花王リセッシュ（作編曲）
- ACジャパン「わけあううれしさ」（作編曲、ボーカル、ナレーション）
- ベネッセたまひよ「チュー」篇（作編曲、ボーカル）
- 花王 エマ−ル（作編曲）
- クノールカップスープ（作編曲）
- メンソレータムリフレア（作編曲、ボーカル）
- TOYOTA「そろそろ買い替えモードじゃない？」篇（作編曲、ボーカル）
- 中央出版サウンドロゴ（ボーカル）
- 森永チルミル（作編曲）
- NTTdocomo 九州（作編曲）
- タカノフーズ おかめ納豆（作詞、作編曲、ボーカル）
- 花王 メリ−ズ（作詞、作編曲、ボーカル）
- HONDA企業CM（作編曲、ボーカル）

### その他
- 心斎橋 LOFT「LOFTでGet」（作曲・ボーカル）